# Піна (фільм, 1979)
«Пі́на» (рос. «Пена») — радянський кінофільм 1979 року, сатирична комедія режисера Олександра Стефановича, за однойменною п'єсою Сергія Михалкова.

## Сюжет
Великий радянський чиновник Махонін з кар'єрних міркувань вирішив організувати собі науковий ступінь. До його послуг — підпільна фірма для виробництва «лівих» дисертацій.
Під час бенкету, на якому відзначали ступінь свіжоспеченого доктора наук Махоніна, з'ясовується, що його майбутній зять-журналіст, що пише на скандальні теми, вибрав об'єктом нового фейлетону виробників фальшивих дисертацій. Махонін, якому може загрожувати викриття, використовуючи свої зв'язки, намагається не допустити цієї публікації. Хто ж переможе — шукач правди журналіст або спритний номенклатурник? Фінал залишається відкритим.
Гостра сатирична стрічка про вдачі радянської номенклатури. Газета «Нью-Йорк таймс» (02.12.1979. Автор Ентоні Остін) відзначала в рецензії: «Це їдка кіносатира на корупцію і привілеї радянських високопоставлених кіл вигідно відрізняється від пересічної радянської пропаганди і ріже м'ясо близько до кісток».

## У ролях
- Анатолій Папанов — Павло Павлович Махонін
- Лідія Смирнова — Раїса Дмитрівна Махоніна
- Леонід Куравльов — Валерій Солома
- Володимир Басов — Егідій Кочевряжкін
- Ролан Биков — Полудушкін
- Лариса Удовиченко — Альбіна
- Маріанна Вертинська — Вікторина Махоніна
- Олена Санаєва — Тамара
- Євген Стеблов — Вадим Просов
- Боб Цимба — Жозеф-Осага-Огот-Боас
- Наталя Крачковська — Анетта Кочевряжкіна
- Антон Лещинський — Жоржик
- Алла Пугачова — співачка
- Михайло Боярський — фотограф
- Віра Кузнєцова — мама Махоніна

## Знімальна група
- Режисер: Олександр Стефанович
- Сценаристи: Сергій Михалков, Олександр Стефанович
- Оператор: Елізбар Караваєв
- Композитори: Борис Ричков, Алла Пугачова (пісня «Піднімись над суєтою») Пісні на вірші Іллі Рєзніка, Ігоря Шаферана
- Художник: Валентин Вирвич